# Mordellistena bistrigosa
Mordellistena bistrigosa là một loài bọ cánh cứng trong họ Mordellidae. Loài này được Píc miêu tả khoa học năm 1941.